# Juan José Aguirre Urias
Juan José Aguirre Urias (Ahome, Sinaloa, 1915-Navojoa, Sonora, 25 de julio de 1960) fue un agente fiscal mexicano conocido por su dedicación y contribución a la administración pública del estado de Sonora en México.

## Biografía
Juan José Aguirre nació en el ejido Louisiana, perteneciente al municipio de Ahome, Sinaloa en el año de 1915, siendo hijo de Austreberto Aguirre Gastélum y Maria Teodora Urias Garcia.
Tras la muerte de su padre en 1921, debe migrar a la ciudad de Hermosillo, Sonora, lugar donde llegó a residir junto a su madre y sus cuatro hermanas, en el "Mesón del Refugio" ubicado en el número 20 de la calle Manuel González entre Chihuahua y Arista.
Aguirre contrajo matrimonio con Maria Luisa Serrano Romero, con quien tuvo cuatro hijos, Francisco nacido en 1942, Rodolfo en 1944 y Ana Luisa en 1947. Residiendo en la casa ubicada en la calle Jalapa número 71 Oriente (Hoy calle Dr. Noriega).
Tuvo un papel destacado como funcionario público en varias administraciones municipales, siendo su actuación durante el mandato de Roberto E. Romero como presidente municipal la más relevante.
Falleció el 25 de julio de 1960 en la ciudad de Navojoa, Sonora, a causa de hepatitis. Su pérdida fue sentida en el gremio de servidores públicos, siendo reconocido por su labor y aportaciones a la comunidad.
Su cuerpo fue sepultado en el Panteón Yañez de la ciudad de Hermosillo, Sonora, México. En la actualidad una calle de dicha ciudad lleva su nombre.